# Галдино Рамос, Вантуир
Вантуир Галдино Рамос (порт.-браз. Vantuir Galdino Ramos; 16 ноября 1949, Белу-Оризонти) — бразильский футболист, защитник.

## Карьера
Вантуир начал карьеру в молодёжном составе клуба «Асесита». В 1968 году он перешёл в «Атлетико Минейро», в основном составе которого дебютировал 17 июля в товарищеской игре со сборной города Пиуми (3:1). Через два сезона защитник помог команде выиграть Чемпионат штата. В 1971 году «Атлетико» выиграл чемпионат Бразилии. В следующем году Вантуир получил тяжёлую травму — перелом большой берцовой кости ноги, из-за чего не выходил на поле более пяти месяцев. В 1974 году, ещё не будучи полностью восстановленным, защитник получил ещё одну травму. В том же году он был арендован клубом «Фламенго». В составе команды футболист дебютировал 18 августа в матче с «Америкой» (2:1). Всего за эту команду защитник провёл 13 игр. Затем Вантуир возвратился в «Гремио». Там он в 1978 году выиграл ещё один чемпионат штата. Всего за клуб футболист сыграл 507 матчей и забил 6 голов.
В 1978 году Вантуир перешёл в «Гремио», будучи поменянным на Эвералдо. Он дебютировал в составе команды 12 ноября в матче с «Эспортиво» (3:0). Годом позже он выиграл чемпионат штата Риу-Гранди-ду-Сул, а затем ещё раз повторил это достижение. В 1981 году Вантуир помог «Гремио» выиграть чемпионат страны. В следующем году футболист покинул команду, за которую в общей сложности провёл 207 матчей и забил 5 голов. Последний матч за клуб Вантуир сыграл 28 ноября 1982 года против «Интернасьонала» (0:2). Затем футболист играл за клубы «Америка» из Сан-Жозе-ду-Риу-Прету, который покинул из-за конфликта с гланым тренером, и «Рио-Бранко» из Витории.
После завершения игровой карьеры, Вантуир стал тренером. В 1984 году он возглавил клуб «Жувентус» из Дивинополиса. Позже работал в клубе «Валериодосе». В 1987 году Вантуир возвратился в «Атлетико Минейро». Сначала он работал с юношеским составом, затем был ассистентом Теле Сантаны, а потом стал главным тренером. Позже он ещё четыре раза, в 1988, 1992, с 1993 по 1994 и 1998 годах становился главным тренером клуба. В общей сложности клуб под его руководством провёл 56 матчей, из которых выиграл 34 встречи, 15 свёл вничью и семь проиграл. В 1994 году он выиграл с клубом «Аль-Хиляль» арабскую Лиги чемпионов. Также Вантуир работал с клубами «Калденсе» в 1990 и 2001 году, «Америка Минейро», «Анаполина», «Гуарани», «Можи-Мирин», «Волта-Редонда» в 2000 году, «Демократа», «Канеденсе» в 2007 году, клуб «Ипиранга» из Маньюасу.

## Международная статистика
| Матчи Вантуира за сборную Бразилии | Матчи Вантуира за сборную Бразилии | Матчи Вантуира за сборную Бразилии | Матчи Вантуира за сборную Бразилии | Матчи Вантуира за сборную Бразилии | Матчи Вантуира за сборную Бразилии | Матчи Вантуира за сборную Бразилии |
| ---------------------------------- | ---------------------------------- | ---------------------------------- | ---------------------------------- | ---------------------------------- | ---------------------------------- | ---------------------------------- |
| №                                  | Дата                               | Место проведения                   | Оппонент                           | Счёт                               | Голы                               | Турнир                             |
| 1                                  | 26 апреля 1972                     | Порту-Алегри                       | Парагвай                           | 3:2                                | —                                  | Товарищеский матч                  |
| 2                                  | 10 июня 1972                       | Убераба                            | Бразилия (олимп.)                  | 2:1                                | —                                  | Товарищеский матч                  |
| 3                                  | 13 июня 1972                       | Белу-Оризонти                      | Гамбург                            | 2:0                                | —                                  | Товарищеский матч                  |
| 4                                  | 17 июня 1972                       | Порту-Алегри                       | Сборная Риу-Гранди-ду-Сул          | 3:3                                | —                                  | Товарищеский матч                  |
| 5                                  | 28 июня 1972                       | Рио-де-Жанейро                     | Чехословакия                       | 0:0                                | —                                  | Кубок Независимости Бразилии       |
| 6                                  | 2 июля 1972                        | Сан-Паулу                          | Югославия                          | 3:0                                | —                                  | Кубок Независимости Бразилии       |
| 7                                  | 5 июля 1972                        | Рио-де-Жанейро                     | Шотландия                          | 1:0                                | —                                  | Кубок Независимости Бразилии       |
| 8                                  | 9 июля 1972                        | Рио-де-Жанейро                     | Португалия                         | 1:0                                | —                                  | Кубок Независимости Бразилии       |
| 9                                  | 30 июля 1975                       | Каракас                            | Венесуэла                          | 4:0                                | —                                  | Кубок Америки                      |
| 10                                 | 4 октября 1975                     | Лима                               | Перу                               | 2:0                                | —                                  | Кубок Америки                      |

## Достижения

### Как игрок

#### Командные
- Чемпион штата Минас-Жерайс: 1970, 1976, 1978
- Чемпион Бразилии: 1971, 1981
- Обладатель Кубка Независимости Бразилии: 1972
- Обладатель Кубка Минас-Жерайс[англ.]: 1975/1976
- Чемпион штата Риу-Гранди-ду-Сул: 1979, 1980

#### Личные
- Обладатель Серебряного мяча Бразилии: 1971

### Как тренер
- Победитель арабской Лиги чемпионов: 1994